# Dorr Felt

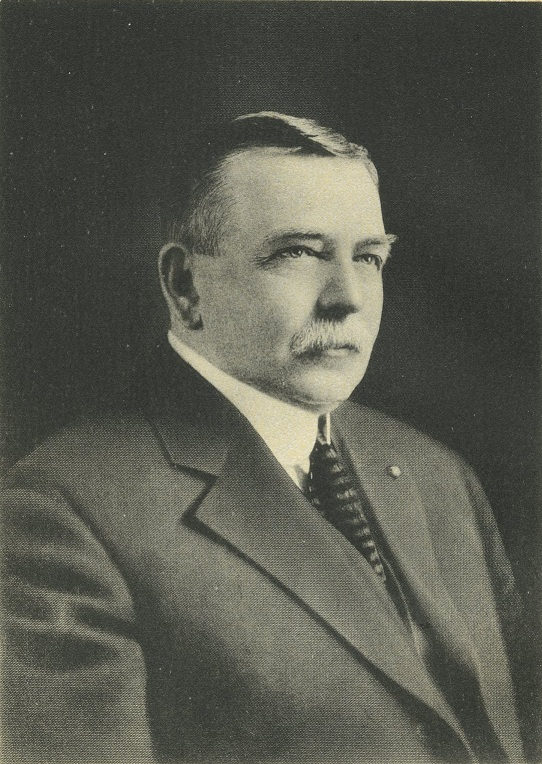
Retrato de Dorr Felt

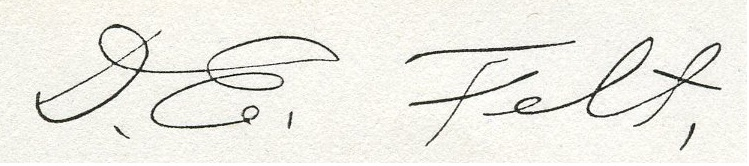
Firma

Dorr Eugene Felt (1862-1930) nació en Estados Unidos fue inventor e industrial, y es conocido por haber inventado su propio Comptómetro, el cual fue la primera calculadora que se operaba con sólo presionar teclas en vez de, por ejemplo, deslizar ruedas. Fundó junto con Robert Tarrant la compañía Felt & Tarrant Manufacturing Company el 25 de enero de 1889, que fue una compañía importante en la industria de las calculadoras hasta mediados de 1970.

## Biografía
Dorr E. Felt nació en Newark, Wisconsin, donde se crio en una granja familiar, y que dejó a los 14 años en busca de empleo.
A los 16 años, su interés por la mecánica, lo llevó a buscar trabajo en un taller mecánico en Beloit, donde consiguió su primer empleo en la primavera de 1878.
A los 18 años, comenzó a estudiar francés, que finalmente dominó con fluidez.
A principios de 1882, con 20 años, llegó a Chicago y trabajó como capataz de una planta de laminación que tenía una producción diaria de un valor de 2.000$.
Durante las vacaciones de Acción de Gracias de 1884, EE. UU. decidió construir el prototipo de una nueva máquina de calcular que había inventado. Debido a su limitada cantidad de dinero, utilizó una caja de macarrones para el borde exterior, y grapas y bandas de caucho para el mecanismo interno. La terminó poco después de Año Nuevo de 1885.
Felt llevó su idea a Chicago, a un empresario llamado Robert Tarrant. Firmó un contrato de asociación el 28 de noviembre de 1887, y crean Felt & Tarrant Manufacturing Company el 25 de enero de 1889. Felt más tarde pasó a inventar más dispositivos y adquirió 46 patentes nacionales y 25 extranjeras. El prototipo original hecho con la caja de macarrones y su primer Comptómetro se vende por primera vez y ahora forma parte del Museo Smithsonian en la colección de calculadoras antiguas.
Felt fue galardonado con la Medalla de John Scott del Instituto Franklin en 1889.
Estuvo casado con Agnes McNulty en 1891 y la pareja tuvo cuatro hijas juntos.
Dorr Felt también fue el primer embajador del Departamento de Comercio creado para estudiar el trabajo en el extranjero después de la Primera Guerra Mundial. Fue un excelente fotógrafo, y muchas de sus fotos en tiempos de guerra y posguerra fueron utilizadas por el gobierno. Dorr viajaba por el mundo y le encantaba aprender.
Felt se instaló en Chicago y veraneaba en la Ciudad del Lago Township, Michigan, donde la mansión de Felt es un sitio histórico conocido.
Dorr E. Felt murió de un infarto en Chicago el 7 de agosto de 1930. Tenía 68 años de edad.

### Biografías
- W.W. Johnson, "Scars on My Hands: The Life of Dorr Eugene Felt, Inventor and Industrialist," (unpublished), Schmidt Collection, Mathematics, NMAH.
- Comptometer website Archivado el 2 de julio de 2011 en Wayback Machine.
- World of Computer Science
- 1918 Biographical Sketch
- Wisconsin Biographies

### Libros de Felt
- Felt, Dorr E. (1916). Mechanical arithmetic, or The history of the counting machine. Chicago: Washington Institute.
- Felt, Dorr E.; Holman, Alfred L. (1921). A register of the ancestors of Dorr Eugene Felt and Agnes (McNulty) Felt. Chicago: Priv. print. for D. E. Felt.

### Otros libros
- Turck, J.A.V. (1921). Origin of modern calculating machines. The western society of engineers.
- Meyer, Patricia. The Felt Mansion: A Story of Restoration. Laketown Township, Michigan. Archivado desde el original el 12 de enero de 2011.
- Chase, G.C. (julio de 1980). History of Mechanical Computing Machinery. IEEE Annals of the History of Computing, Volume 2, Number 3. Arlington, VA: The American Federation of Information Processing Societies.
- Papers in Illinois history and transactions. Illinois State Historical Society. Springfield. 1922. Consultado el 7 de diciembre de 2009.

- Datos: Q3037239
- Multimedia: Dorr Felt / Q3037239